# Léhon
Léhon é uma comuna francesa na região administrativa da Bretanha, no departamento de Côtes-d'Armor. Estende-se por uma área de 4,73 km², com habitantes, segundo os censos de 1999.